# Marion (Wisconsin)
Marion – miasto w Stanach Zjednoczonych, w stanie Wisconsin, w hrabstwie Union.